# Jean Faucher
Pour les articles homonymes, voir Faucher.
Jean Faucher est l'un des fondateurs du tourisme social aux niveaux national et international.
Né à Asnières (Seine), le 26 avril 1927 et mort à Paris 12e le 18 juin 1997, il se marie en décembre 1952 et est père de trois enfants. D'abord dessinateur industriel (1946-1948), il devient journaliste (carte professionnelle : no 19227, délivrée en novembre 1960).
Militant communiste à partir de 1944. Il est dirigeant de l'Union de la jeunesse républicaine de France (1948-1954) et de nombreuses associations de jeunesse dans le domaine du tourisme et des loisirs. Il est aussi dirigeant de Tourisme et Travail (1954-1987), administrateur d'Air France (1983-1989), président de l'Agence nationale pour les chèques-vacances (ANCV, 1989-1992) et président d'honneur jusqu'à son décès, président du Bureau international du tourisme social (BITS, 1976-1978 puis 1986-1992) et président d'honneur jusqu'à son décès, président du Conseil européen du tourisme social (CETOS, 1986-1988).
Il est fait chevalier de la Légion d'honneur en 1983.

## Jeunesse (1927-1953)

### Ses parents
Les parents de Jean Faucher, Louis et Marguerite, originaires de Mansat dans le département de la Creuse Limousin, se sont mariés le 24 avril 1920 à la mairie d'Asnières (Seine). Ils firent construire, à Asnières, un pavillon où naquit leur fils (par suite d'une modification de limite intercommunale survenue en 1931 entre les communes d'Asnières et de Gennevilliers, ce pavillon, qu'ils habitèrent jusqu'à leur retraite, s'est retrouvé sur le territoire de Gennevilliers).
Louis Faucher, qui était de la classe 16, fut mobilisé le 10 avril 1915, il avait 18 ans et demi. Il participa à la bataille de Verdun où il fut grièvement blessé. Il fut de nombreuses fois cité à l'ordre du régiment, décoré de la croix de Guerre avec trois insignes et de la Croix du Combattant.
Il exerça le métier de charron, puis d'ajusteur, tourneur et fraiseur, notamment chez Chenard et Walker (à Gennevilliers) qui devint Chausson, la grande entreprise d'équipement pour l'automobile ; il travailla également aux établissements Laffly (à Asnières), il termina sa vie professionnelle comme dessinateur industriel à la société Aérazur (à Gennevilliers) spécialisée dans la construction aéronautique.
Marguerite Faucher, avant son mariage, était « petite main » dans une maison de haute couture du quartier des Champs-Élysées. Après son mariage, elle travailla à domicile pour la couture industrielle.
La famille Faucher, républicaine et laïque, participa aux mouvements populaires des années 1930. Louis Faucher militait à la CGT, Jean Faucher, âgé de 9 ans, avait des souvenirs très vivaces des défilés et manifestations auxquels il participait, juché sur les épaules de son père. Il se souviendra toujours de l'usine occupée, de la nourriture qu'il apportait avec sa mère aux grévistes, des fêtes qui avaient lieu au château de Baillet, centre de loisirs des métallos de la région parisienne. Le Front populaire influencera l'itinéraire personnel de Jean Faucher.
Il écrivit en 1982, en collaboration avec Léo Lorenzi, alors journaliste à Révolution, Vacances pour un autre temps, paru aux Éditions Sociales. La dédicace de ce livre, pour sa mère, résume cet itinéraire : « En écrivant ce livre, j'ai beaucoup repensé aux années 1934, quand papa revenait de la Mairie de Clichy où les fascistes avaient attaqué les ouvriers, puis aux moments du Front populaire en 1936, aux défilés dans les rues, à la grève chez Laffly, (…), après la victoire à ces « vacances pour un autre temps » que nous avons connues en voyant la mer pour la première fois (…). Tu vois que des souvenirs d'enfant peuvent donner naissance à un livre ».
Louis et Marguerite Faucher adhérèrent en 1945 au Parti communiste français. Ces adhésions furent le cadeau d'anniversaire que leur fils leur avait demandé pour ses 18 ans.
À partir de cette date, Louis Faucher devint un militant très actif : trésorier de la section du PCF de Gennevilliers. Il fut conseiller municipal de la ville durant deux mandats, de 1953 à 1965.

### Une jeunesse militante
Jean Faucher fréquenta l'école primaire à Asnières, rue de Prony, deux enseignants y eurent pour lui une très grande importance :
Louis Mu, son instituteur, militant communiste, le conforta dans les valeurs républicaines et les perspectives de « lendemains qui chantent ».
Louis Martini, son professeur de musique qui avait été le fondateur de la chorale des Jeunesses musicales de France, l'encouragea à poursuivre l'étude de la musique pour laquelle il montrait de réelles dispositions. Jean Faucher, adolescent, souhaitait devenir chef d'orchestre, mais il y eut un veto parental absolu à ce sujet. Il a conservé durant toute sa vie une passion pour la musique, le chant et la danse classique, ce qui orienta en partie son activité militante dans les organisations de jeunesse.
De 1942 (il avait 15 ans) à 1944, il fut secouriste au comité d'Asnières de la Croix-Rouge française ; et participa, à ce titre, aux événements qui marquèrent la Libération en région parisienne.
Il entra en 1944 au lycée Condorcet, où il adhéra à la Jeunesse communiste, devenue l'année suivante l'Union de la jeunesse républicaine de France (UJRF).
Il adhéra au Parti communiste français en 1945.
Bachelier, il entra comme dessinateur industriel à la société Aérazur, où il fut salarié du 1er mars 1946 au 29 octobre 1947, date de son départ au service militaire.
Avant ce départ, Jean Faucher avait assumé des responsabilités au sein de l'UJRF : locales (à Asnières), départementales (département de la Seine), responsable des activités culturelles.
Durant son service militaire effectué en zone d'occupation française en Allemagne, il déclencha un mouvement de protestation de soldats français contre l'insuffisance et la mauvaise qualité de la nourriture qui leur était donnée.
À son retour, il réintégra la société Aérazur, du 1er novembre au 31 décembre 1948, car à la suite de l'événement relaté ci-dessus et publié dans le journal de l'UJRF, l'Avant-Garde, il devint permanent de cette organisation, à la demande de Raymond Guyot et de François Billoux, dirigeants du PCF, et cela du 1er janvier 1949 au 31 janvier 1956.
Il en fut le secrétaire administratif alors que Léo Figuères (1948-1950), Guy Ducoloné (1950-1955) et Paul Laurent (1955-1956) en étaient les secrétaires généraux.
À la fin des années quarante, début des années cinquante, les membres de la JC espagnole en exil se réunirent à quelques reprises dans le pavillon de ses parents à Gennevilliers. Assistaient entre autres à ces réunions la fille de Dolores Ibarruri "La Pasionaria", présidente du PCE durant la guerre menée contre les putschistes par les républicains espagnols ; Santiago Carrillo, secrétaire de la JCE et futur secrétaire général du PCE après le retour de la démocratie en Espagne.
Ces organisations étaient interdites en France comme en Espagne et c'est une grande fierté pour la famille de Jean Faucher qu'il ait milité auprès des communistes espagnols en lutte contre le dictateur fasciste Franco, qui fit fusiller des opposants à sa dictature jusqu'en 1975. Un membre de sa famille par alliance, Juan Pinos, fut d'ailleurs fusillé en 1945.
Il fut le secrétaire du Comité Français de la Fédération Mondiale de la Jeunesse démocratique (FMJD), chargé de la préparation du Festival Mondial de la Jeunesse à Budapest en 1949.
Responsable du programme culturel de la délégation française au Festival mondial de la jeunesse à Berlin en 1951.
Ces responsabilités firent qu'il fréquenta des artistes très connus :
Yves Montand, Simone Signoret, Joseph Kosma, Michel Legrand. Responsable du bateau qui emmenait la délégation française au Festival de Moscou en août 1957, il gardait un souvenir ébloui des soirées au cours desquelles Michel Legrand, en présence de Joseph Kosma, interprétait au piano Les Feuilles mortes, entre autres.

## De la Jeunesse et les Loisirs vers le Tourisme social (1953-1956)
Jean Faucher fut membre du bureau national de l'UJRF en 1953 et 1955, responsable des activités culturelles, de loisirs et de plein air.
Sensibilisé à l'animation culturelle, aux loisirs, au chant choral, Jean Faucher était tout désigné pour représenter l'UJRF au sein des nouvelles structures de jeunes ou d'adultes créées au niveau national et international, c'est ainsi qu'il devint membre des organes dirigeants de diverses associations de jeunesse :
Entre 1949 et 1956, au nom de l'UJRF :
Il créa l'Union des camps et relais de la jeunesse.
Il fut le président fondateur de Loisirs et Vacances de la Jeunesse (LVJ), qui existe toujours en 2010, mais aussi :
– président de l'Union française des auberges de la jeunesse (UFAJ) ;
– secrétaire général de la Fédération française des auberges de jeunesse (FFAJ) ;
– fondateur de la Fédération unie des auberges de jeunesse (FUAJ) ;
– avec Maurice Cayron, secrétaire général de l'OCCAJ ;
– président de la Fédération nationale des auberges de jeunesse (FNAJ) ;
– membre du comité directeur de l'Union nationale des centres de montagne (UNCM) et de l'Union nautique française (UNF) ;
– l'un des fondateurs de l'Union des centres de plein air (UCPA).
Jean Faucher est devenu très vite une personnalité incontournable des activités de jeunesse et de loisirs aux côtés de Pierre Mauroy de l'Association Léo Lagrange et de Maurice Cayron de l'OCCAJ (Organisation centrale des camps et auberges de la jeunesse, puis Organisation centrale des camps et activités de la jeunesse), chacun étant représentatif des courants de pensées dominants dans ce domaine à la Libération : les communistes, les socialistes et le mouvement confessionnel. Il a conservé depuis cette époque et durant toute sa vie des amitiés solides, que les péripéties diverses ayant marqué les décennies suivantes n'effaceront pas.
De son mariage le 6 décembre 1952 à Asnières avec Jeannette Mirande, sa compagne des bons et mauvais moments, naîtront trois enfants, Michel, Sylvie et Martine. Jean Faucher attachait beaucoup d'importance à la vie de famille. Comme le dit, dans le discours prononcé lors de ses obsèques, Guy Matteudi, qui lui avait succédé à la présidence de l'Agence nationale pour les chèques vacances : « Jean Faucher était un homme épanoui par son couple, sa famille. Il aimait en parler, c'était son bonheur, sa fierté et son trésor personnel. »
Il vouait une grande admiration à sa belle-mère, Renée Mirande, avocate à la Cour, résistante communiste, cofondatrice du Front national des juristes dès 1941, déportée à Ravensbrück en 1943, qui présida l'Amicale nationale et internationale des anciennes déportées de Ravensbrück de 1945 jusqu'à son décès en 1979.
C'est au titre de l'UJRF que Jean Faucher devint, en mai 1954, membre du comité de direction de Tourisme et Travail et ce, jusqu'en 1956.
À partir de cette période, il se détacha progressivement des organisations de jeunesse pour se tourner vers les organisations de tourisme familial et social. Il resta cependant membre du Groupe d'étude et de rencontre des organisations de jeunesse et d'éducation populaire, (GEROJEP) de 1958 à 1968 et du Comité national des associations de jeunesse et d'éducation populaire (CNAJEP) de 1968 à 1971, où il continua d'y côtoyer, entre autres, Pierre Mauroy et Maurice Cayron.

## Tourisme social

### Bref retour sur l'historique du tourisme social
Le tourisme, jusqu'aux années 1930, était exclusivement réservé aux classes favorisées de la société. Le droit aux vacances et l'essor du tourisme pour tous sont directement liés au progrès social et à la diminution du temps de travail. Le mot d'ordre du 1er mai 1890 à Chicago était : 8 heures de travail, 8 heures de repos, 8 heures de culture. Il fallut attendre 1936 et les grands mouvements sociaux en Europe, qui aboutirent à la promulgation en France de lois adoptées par le Front populaire, pour que le droit aux congés payés soit reconnu (appuyé par un document du Bureau international du travail). Les organisations syndicales ont joué un rôle essentiel dans l'action, la négociation de ces avancées et les Parlements ont suivi : augmentations de salaire, conventions collectives, diminution du temps de travail, réductions sur les transports allaient permettre au droit de s'exercer.
De nombreuses associations vraiment populaires se constituèrent, rassemblant des jeunes, des adultes, pour pratiquer, développer ensemble toutes les formes d'activités physiques, sportives, loisirs de plein air, activités culturelles. L'appellation regroupant tous ces secteurs fut : "Tourisme Populaire".
La Seconde Guerre mondiale, avec ses millions de victimes, mit fin au développement de tout ce foisonnement d'activités pour le plus grand nombre.
Cependant, en France par exemple, des résistants conçurent la création d'associations de tourisme et de loisirs, de telle sorte qu'elles soient opérationnelles dès la fin de la guerre. Des indications allant dans ce sens figuraient dans le programme du Conseil national de la résistance.
Dès décembre 1943, d'anciens membres des Auberges de Jeunesse, des dirigeants clandestins de mouvements de Jeunesse et d'Education Populaire décident de créer Tourisme et Travail légalement, au grand jour, et désignent leur premier « comité directeur ».
L'association est déclarée le 11 janvier 1944 à la préfecture de police de Paris et immatriculée sous le numéro 3804. Le Journal officiel daté du 1er février 1944 confirme et indique son siège social : 27 quai d'Orsay, Paris, adresse du commissariat au Tourisme. Le commissaire au Tourisme s'appelait Henry de Ségogne, il accepta cette domiciliation. Il resta à ce poste à la Libération. Il fut président, de 1964 à 1978, de l'Union nationale des associations de tourisme (UNAT), fondée en 1920. Jean Faucher l'a très souvent côtoyé car il fut, au nom de Tourisme et Travail, membre du Conseil d'Administration de l'UNAT de 1962 à 1968, puis vice-président jusqu'en 1989. L'UNAT réunit en son sein les représentants du tourisme social et du tourisme commercial.
En 1967, sous l'impulsion de H. de Ségogne, alors conseiller d'État, dix associations de tourisme s'unirent au sein d'une Fédération pour la sauvegarde des sites et du patrimoine : Association des Vieilles maisons françaises, Touring club de France, Club alpin français, Tourisme et Travail, UNAT, Société française d'archéologie, Fondation pour l'art et la recherche et d'autres. Jean Faucher fut élu secrétaire général de cette Fédération.
En 1944, la mission « administrativement officielle » de TT était d'être le garde-meubles des Auberges de la Jeunesse, dont toutes les activités avaient été interdites. La réalité était bien différente : la création de Tourisme et Travail est bien un acte de résistance. Plusieurs de ses fondateurs furent arrêtés et déportés.
Au début de 1945, un comité de parrainage est créé, il comprend 12 membres du gouvernement, des personnalités du monde syndical, culturel et scientifique tels que Frédéric Joliot-Curie, Henri Wallon, Édouard Le Corbusier, Madeleine Léo-Lagrange, Marc Sangnier, deux secrétaires de la CGT, le secrétaire général de la CFTC.
Les centrales syndicales de l'époque sont constitutives de Tourisme et Travail : la CGT, la CFTC, la CGA (Confédération Générale des Agriculteurs).
Le premier président de Tourisme et Travail fut un ancien résistant, Henri Paoletti, conseiller référendaire à la Cour des comptes, auquel succèdera à ce poste, de 1950 à 1967, Étienne Dollé, représentant de la CGT au Conseil national du crédit.
Mais, en 1947, commença ce que l'on a appelé la guerre froide. Lorsqu'il accéda à la direction de Tourisme et Travail, Jean Faucher dut faire face à la scission de 1954, qui vit le départ de la quasi-totalité des dirigeants non communistes, tel Jean Lobry qui fonda Loisirs de France, et bien d'autres. L'association était alors en grandes difficultés. La CGT décida d'y rester et de ne pas créer son bureau de voyages, contrairement à la CFTC ou à FO. "Cette réalité a créé d'incontestables relations et liens privilégiés avec la CGT. […] Ce fait […] n'aliène pas, au contraire, un principe fondamental de [la] conception de l'association, qui est celui de l'indépendance." (document préparatoire au XXIIIe congrès national de Tourisme et Travail, décembre 1980). En effet, à partir de l'année 1948, Tourisme et Travail ne cessera pas de déterminer, seule, ses analyses, prises de position, ses actions et ses activités.
La pratique du tourisme social se développa en France, à la faveur des Trente Glorieuses, de l'obtention de la troisième semaine de congés payés en 1956, de la quatrième en 1968, du développement des comités d'entreprise, des aides de la Caisse nationale des allocations familiales.

### Évolution de Jean Faucher au sein de Tourisme et Travail (1954-1986)
À l'intérieur de Tourisme et Travail, Jean Faucher défendit une ligne prenant en compte l'intérêt des adhérents individuels auto-organisateurs de leurs activités, le plus souvent des enseignants ou des campeurs, randonneurs, issus de la tradition des auberges de la jeunesse ; et l'intérêt des adhérents collectifs, issus des entreprises « usagers » de vacances organisées par les élus aux comités d'entreprises ou par les services techniques de l'association.
Jean Faucher fut membre du comité de direction de mai 1954 à janvier 1956 ; puis secrétaire national de février 1956 à février 1967.

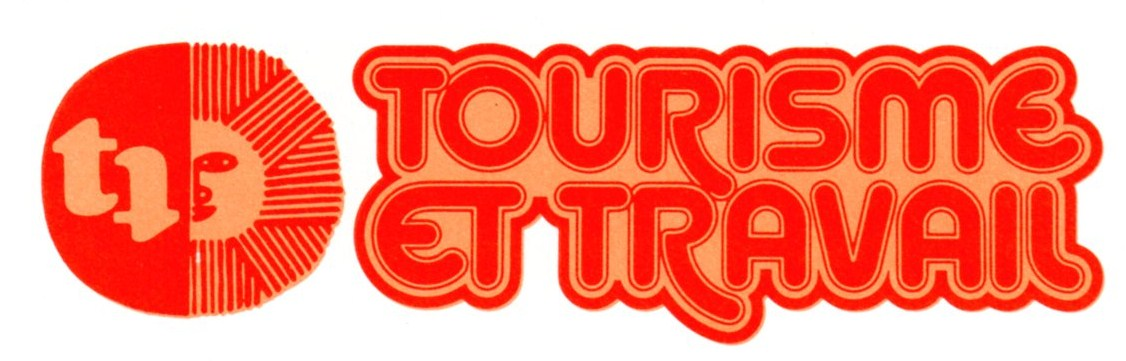
Logo de Tourisme et Travail

Avant de devenir secrétaire général en 1967, il dut gérer une crise interne importante, en 1966, qui avait pour enjeu la propriété des installations de vacances des Comités d'entreprise (CE). Jean Faucher faisait partie de ceux qui défendaient, et obtinrent, avec la CGT, que les CE restent propriétaires.
Tourisme et Travail se cantonna à un rôle d'organisme gestionnaire, par délégation. Il n'empêche que les relations entre les services techniques, les dirigeants et les CE seront constamment émaillées de conflits qui eurent, selon les périodes, des conséquences plus ou moins graves.
Dans les années 1960, Jean Faucher participa à la mise en œuvre du mouvement de modernisation des installations de villages de vacances, à l'instar du Club Méditerranée et de Villages Vacances Familles (VVF), en faisant appel aux professionnels de l'architecture, de l'hôtellerie, de l'animation. Les conditions de séjour, confort et hygiène, seront nettement améliorées : la formule de pension complète libéra principalement les femmes des tâches ménagères et leur permit de participer aux diverses animations sans avoir la charge des enfants qui bénéficiaient eux aussi d'un encadrement adapté.
André Lunet, président depuis 1968, tombé malade, fut réélu en 1972, mais ne put plus exercer cette responsabilité et Jean Faucher, qui était secrétaire général depuis 1967, en assuma la charge. Il fut élu président au 21e congrès national de l'Association qui se tint à Versailles les 13, 14 et 15 décembre 1975.
Il fut aussi, de 1959 à 1987, journaliste, rédacteur en chef puis directeur de la revue Tourisme et Travail.

### Cofondateur du Chèque Vacances
Ses fonctions et compétences l'amenèrent, dès 1965, à faire partie des différentes Commissions du Plan, à cette occasion il entretint une relation suivie avec Virgile Barel, député communiste en charge, pour son groupe, de l'activité du tourisme et lui-même fondateur de l'une des premières associations de tourisme populaire qui avait accueilli des ouvriers parisiens à Nice en juin 1936.
Il fut membre du Haut Comité de la Jeunesse, des Sports et des Loisirs, membre du Haut Comité du Loisir Social et de leurs bureaux permanents, membre du Comité Consultatif de l'Économie sociale en mai 1982.
En 1971, l'ensemble des grandes organisations syndicales (CFDT, CGT, CGT-FO, FEN), le Groupement national de la Coopération, la Fédération nationale de la Mutualité française et les principales associations de tourisme social décident de créer la société coopérative "Le Chèque-Vacances", moyen permettant aux salariés à faibles revenus d'obtenir une aide substantielle de l'employeur en fonction du montant de leur épargne. Jean Faucher y représentait Tourisme et Travail.
Le 26 mars 1982, l'ordonnance portant création du Chèque-Vacances est signée par le président de la République François Mitterrand. Elle est publiée le 30 mars 1982. L'Agence nationale pour les chèques-vacances était née.
Pierre Mauroy, premier ministre, installa le 27 septembre 1982 le premier Conseil d'administration. Il comprend 38 membres, Jean Faucher est l'un des 3 représentants du tourisme associatif au nom de TT, puis vice-président. Il est élu président en 1989 et ce, jusqu'en 1993, atteint par la limite d'âge. Jusqu'à son décès en juin 1997, il en fut le président d'honneur.

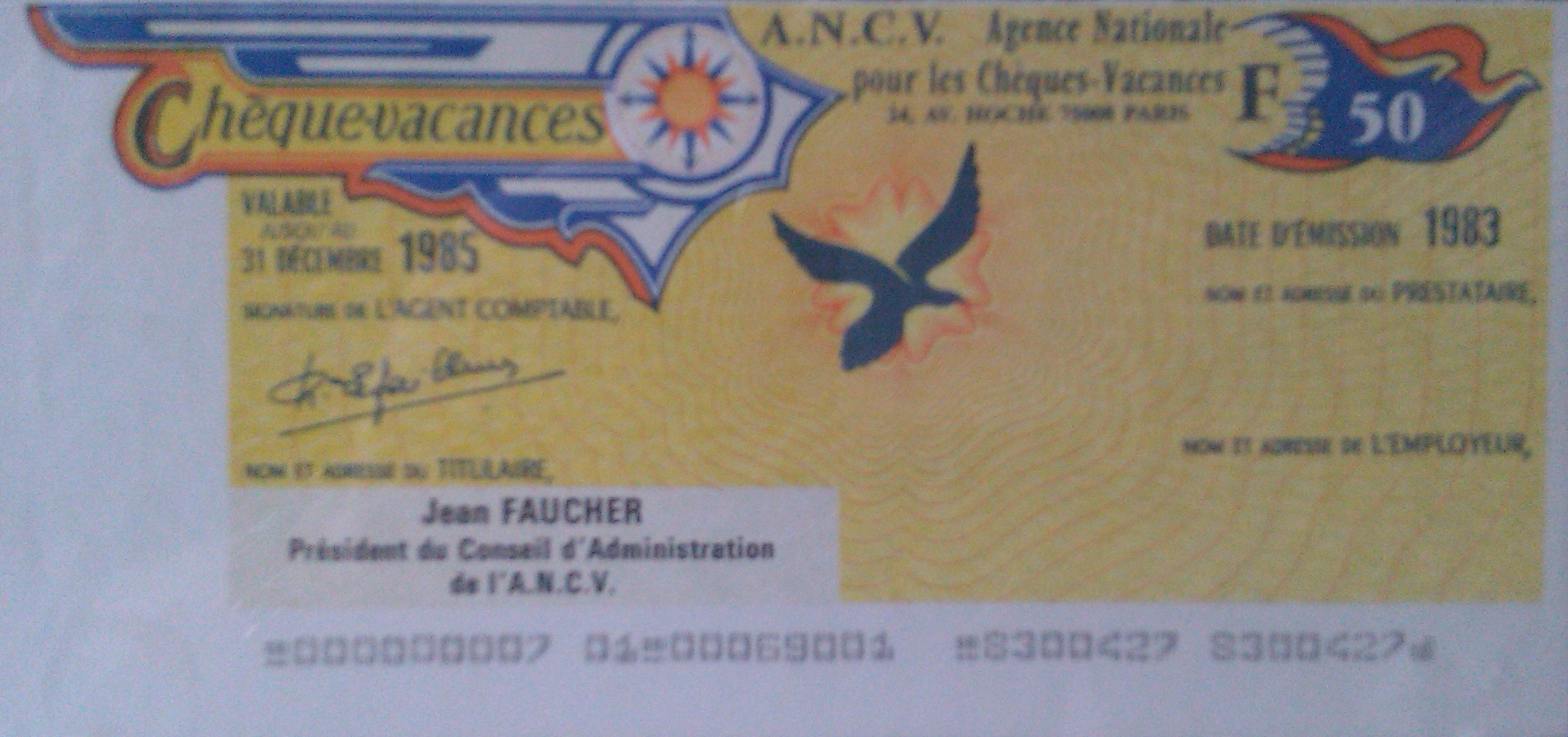
Chèque Vacances remis à Jean Faucher pour les 10 ans de sa création

Il participa régulièrement, au titre de l'ANCV, à la commission Tourisme du Parlement européen à Strasbourg et mena une étude de faisabilité d'un chèque européen, qui n'existe pas encore en 2010.
C'est à l'occasion d'un colloque organisé conjointement par l'Organisation mondiale du tourisme (OMT) et le Bureau international du tourisme social (BITS) qu'il effectua en tant que président honoraire du BITS son dernier déplacement à l'étranger, en Russie, à Saint-Pétersbourg, fin mai 1997, quelques jours avant son décès : le sujet à l'ordre du jour était l'établissement d'un chèque-vacances en Russie. Il y prononça trois discours : un au nom du BITS, un au nom de l'ANCV, un troisième au nom de la section des questions européennes et internationales du Conseil national français du tourisme.
Dans l'hommage qui lui a été rendu dans le Bulletin de l'OMT, il est écrit : « Fatigué par la maladie, il y a fait preuve de ses qualités habituelles d'intelligence, de compétence et de sensibilité ».

## Autres activités internationales et nationales

### Le Bureau international du tourisme social
Sur le plan international, dès son élection comme secrétaire national aux activités de Tourisme et Travail en 1956, Jean Faucher insuffla son esprit partisan en proposant des voyages dans les pays de l'Est, même si les événements de Hongrie en retardèrent la concrétisation.
Cela se concrétisa par la participation de Tourisme et Travail au premier congrès international de Tourisme social à Berne, en 1956, sur l'initiative du professeur Hunziker, fondateur du premier cursus universitaire du Tourisme social et président de la Caisse suisse de voyage (Reka), fondée en 1939 et qui servit en partie d'exemple à la mise en place de l'ANCV en France.
Ce premier congrès fut suivi de ceux de Vienne en 1959, de Rome et de Milan en 1962.
Le 4e congrès international tenu à Bruxelles les 5, 6 et 7 juin 1963 vit la naissance du Bureau international du tourisme social (BITS), dont l'objet était de favoriser le développement du tourisme social dans le cadre international.

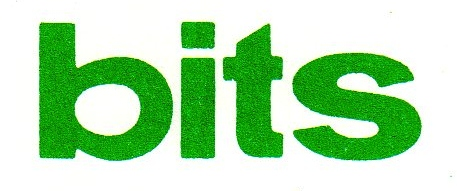
Logo du BITS

Un conseil d'administration fut élu à l'unanimité. Le professeur Hunziker en fut le premier président, il le resta jusqu'à son décès en janvier 1974. Arthur Haulot, commissaire général du Tourisme de Belgique (il le fut durant 32 ans), qui avait été à l'initiative de ce congrès à ses côtés, fut élu secrétaire général et ce, jusqu'en 1988.
Jean Faucher fut l'un des cofondateurs du Bureau international du tourisme social (BITS) à Bruxelles, en octobre 1963. De 1963 à 1997, il a toujours été membre du conseil d'administration du BITS : membre du collège, vice-président puis président.
Jean Faucher défendit la conception d'un tourisme social à caractère humaniste opposé à la conception du tourisme marchandise non respectueux des hommes et des cultures.
Le fonctionnement du BITS s'établit sur la base de quatre courants, œuvrant vers un même but : le développement du tourisme social.
Le noyau fondateur était les organisations issues du mouvement syndical ouvrier dont les luttes avaient été déterminantes pour la conquête du droit au repos et aux loisirs. Trois grandes centrales internationales représentaient les différentes tendances du mouvement ouvrier :
1. CISL : Confédération internationale des syndicats libres, courant social-démocrate.
2. CISC : Confédération internationale des syndicats chrétiens, devenue par la suite CMT, Confédération mondiale du travail : courant démocrate-chrétien.
3. FSM : Fédération syndicale mondiale, proche du mouvement communiste.

Au départ, une place prépondérante fut accordée aux deux premières de ces centrales. La FSM ne comptait quant à elle que trois organisations adhérentes : une polonaise, une yougoslave et Tourisme et Travail.
1. Un courant qualifié de neutre ou indépendant, composé de nombreuses associations qui, depuis des décennies, œuvraient avec efficacité pour l'organisation de multiples activités de tourisme et de plein air : les auberges de jeunesse, les Touring Clubs, les Automobiles Clubs, les Amis de la Nature, etc.

Il est important de souligner qu'en ces temps de « guerre froide », le tourisme social fut certainement le seul secteur où les pays européens de l'Est et de l'Ouest travaillèrent concrètement et efficacement ensemble.
Après le décès du Pr Hunziker, l'assemblée générale de Trieste modifia les statuts de 1963, elle remplaça le terme « courant » par celui de « famille », avec une présidence tournante tous les deux ans afin qu'un représentant de chacune des quatre familles y accède. Dans ce but, le nombre des vice-présidents fut porté à trois.
Jean Faucher, Tourisme et Travail, France (proche de la FSM), présida de 1976 à 1978 ; puis au nom de l'Association internationale pour le tourisme social et les loisirs des travailleurs (commission spécialisée de la FSM), de 1986 à 1992.
Il en fut le président d'honneur jusqu'à son décès en 1997.
Après son décès, le BITS a créé un prix Jean-Faucher, qui est remis lors de son congrès, tous les deux ans, à une personnalité ou à un organisme s'étant particulièrement fait remarquer pour son action en faveur du tourisme social.
En 1978, le BITS adhère à l'OMT (Organisation mondiale du tourisme, qui est constituée des représentants des gouvernements) en tant que membre affilié. Lors des conférences de l'OMT, les membres affiliés n'ont pas le droit de vote mais un temps de parole de 5 minutes. Depuis son adhésion, le BITS a participé à toutes les réunions de l'OMT et de celles des membres affiliés.
À la conférence de Manille en 1980, Jean Faucher, au nom du BITS, intervint sur le tourisme social, qui n'avait pas trouvé d'écho dans cette organisation jusqu'à ce jour. Cette intervention fit grande impression, comme en témoigne le nombre de représentants officiels des États membres qui en demandèrent une copie.
La résolution finale, qui fait date dans la vie de l'OMT, tint compte de cette intervention, elle affirme que : « le tourisme est d'abord un phénomène humain à caractère social et culturel avant d'être une activité économique. »
Lors de son assemblée générale en 2010, le BITS devient l'Organisation internationale du tourisme social (OITS) afin de mieux refléter l'ouverture de l’organisation tant dans son contenu (solidarité, durabilité, sociabilité…) que dans sa forme et sa représentativité à l’échelle internationale.

### Du CSITSLT (1964) à IAST (1993)
En 1964, Jean Faucher participa à la fondation du Comité syndical international pour le tourisme social et les loisirs des travailleurs (CSITSLT), lié à la Fédération syndicale mondiale (FSM), dont le siège était à Prague, qui regroupait les centrales syndicales des pays totalitaires, dits socialistes, de l'Est de l'Europe, des centrales d'Afrique, d'Asie et d'Europe de l'Ouest influencées par le courant révolutionnaire du mouvement ouvrier, la CGT en France…
Cette Commission changea de nom et devint, en 1982, l'Association internationale pour le tourisme social et les loisirs des travailleurs (AITSLT), Jean Faucher en devint le président et ce, jusqu'à l'effondrement du bloc de l'Est.
À l'initiative de Jean Faucher, des Français, des Belges, des Anglais, des Italiens, des Russes, des Polonais créèrent l'Association internationale pour le tourisme social (IAST), dont il fut élu président en juillet 1993, estimant que les associations qui représentaient le courant qu'elles portaient au sein de la FSM avaient la nécessité de continuer à défendre leur spécificité. « L'Association inscrit ses activités comme contribution à la réalisation d'un monde plus humain, dans le respect des différences des peuples, des cultures et des États. » En 1997, IAST réunissait 18 organisations de 14 pays.
Ses compétences valurent à Jean Faucher d'être membre de l'Association internationale des experts scientifiques du tourisme (AIEST), à partir de 1972, et de sa section française (AFEST). Il fut membre du Comité des membres affiliés de l'OMT à partir de 1980 et vice-président de ce Comité depuis 1991 ; chargé de mission auprès du secrétaire général de l'OMT depuis 1990. Pendant ces trente années, le tourisme, activité sensible à la sécurité des biens et des personnes, allait profiter de la détente internationale.

### Activités nationales
Depuis 1979, Jean Faucher siégea au Conseil supérieur, puis au Conseil national du tourisme. De 1992 à 1996, il en fut l'un des vice-présidents et président de la section des questions européennes et internationales.
Jean Faucher siégea, sur la proposition de Charles Fiterman, alors ministre des Transports, au poste d'administrateur de la compagnie nationale Air France de 1983 à 1989. Il reçut en 1982 la distinction internationale de « personnalité de l'année. »
Mais son activité au sein de l'association Tourisme et Travail fut celle qu'il exerça le plus longtemps et d'où découlèrent très naturellement de nombreuses autres responsabilités.

## La mise à mort de Tourisme et Travail (1986)

### Difficultés financières
Tourisme et Travail a été la plus grande association de tourisme social française et européenne, reconnue comme telle par tous. Ceci sur la base du choix associatif, avec la création de 200 associations locales et 31 unions départementales. Avec 200 000 familles adhérentes représentant 450 000 personnes, 4 800 collectivités représentant plus de 3 millions de salariés. Avec un chiffre d'affaires consolidé de 600 millions de francs. Près de 700 000 personnes participant à une activité, au cours d'une année. Avec plus de 150 000 personnes voyageant à l'étranger. Avec 75 installations de vacances (du terrain de camping aux villages de vacances, à l'hôtel) représentant une capacité d'accueil de près de 30 000 lits.
En 1985, toutes les organisations de tourisme social, pour des raisons identiques, ont été touchées par un véritable cataclysme, toutes ont connu d'énormes difficultés :
– non-respect des engagements pris au niveau gouvernemental ;
– l'État supprima pratiquement les subventions pour la création de nouvelles installations ;
– la CNAF décida la suppression de toute subvention à la pierre ;
– la réduction du calendrier des congés scolaires amena une chute considérable du nombre de jours de vacances ;
– il fut instauré un contrôle des changes.
Le Touring Club de France, presque centenaire, a disparu. D'autres ont survécu grâce à des aides : 
– de la Caisse des dépôts pour VVF ;
– du Crédit agricole pour VAL ;
– des Banques populaires pour l'OCCAJ, etc.
Tourisme et Travail connut elle aussi ces difficultés financières qui l'amenèrent au dépôt de bilan et à la nomination d'un administrateur judiciaire en novembre 1985.
Il aurait été malgré cela possible, légalement, pour l'Association et ses dirigeants de poursuivre leurs activités, ce qui ne put se faire car la CGT, à l'époque, s'y opposa.

### L'opposition de la CGT
Jean Faucher, président de Tourisme et Travail, mais aussi militant communiste et syndicaliste, a rédigé une note de réflexion de 21 pages en date du 22 mars 1986 adressée uniquement aux membres du bureau politique du Parti communiste français, aux communistes membres du bureau confédéral de la CGT.
Dans la lettre d'introduction, il a écrit : « Je suis bien entendu disponible pour toute discussion ». Elle n'a jamais eu lieu !
Il s'était trouvé confronté à tout refus d'analyse, se poursuivant par un acte d'accusation péremptoire : « c'est la faute de la direction » … « C'est une nouvelle illustration du célèbre : quand on veut tuer son chien on l'accuse de la rage ! »
Dans cette note, il faisait l'historique de l'association, de ses difficultés, de ses succès, exposait les réalités de la crise en cours, ce qui y avait conduit, quelles étaient d'après lui les solutions envisageables. Il citait beaucoup de faits très précis.
Il écrit entre autres : « Je tiens à ajouter que toute cette période, depuis le début de l'été 1985, a été marquée par un niveau d'intolérance difficilement imaginable. »
Il terminait cette note par ce paragraphe : 
« Quelle que soit la suite à cette note, j'aurai au moins donné mon opinion sur cette période vécue d'une façon dramatique. J'entends bien, très au-delà de ces considérations, m'attacher à écrire une histoire de ces 42 années de Tourisme et Travail que personne ne pourra jamais effacer ni ternir. »
Les nombreuses activités qu'il a déployées au service du tourisme social entre 1986 et 1997 ne lui ont pas laissé le temps de réaliser ce projet auquel il tenait profondément.
Il s'était résolu à employer « cette méthode inhabituelle » car jamais la direction élue de Tourisme et Travail ne fut partie prenante dans les discussions sur l'avenir de l'association. La CGT outrepassant le fait que Tourisme et Travail était une organisation indépendante, avait décidé de saborder l'Organisation pour créer sa propre structure, l'Association nationale de coordination des activités de vacances (ANCAV).
En mai 1986, le Tribunal d'Appel indiquait que « la liquidation des biens ne signifie pas dissolution et que la Fédération existe toujours pleinement sur les plans social et moral. Par conséquent, la Fédération d'une part, les associations d'autre part, ses représentants légaux, statutaires conservent leurs pleins pouvoirs et droit. » Point de vue que défendait, depuis le début de la crise, la direction de TT, et qui était en tous points en contradiction avec l'avis, l'action et les propos diffamatoires de la CGT contre Tourisme et Travail et ses dirigeants.
Et pourtant ! Après les mesures prises de façon plus que discutable sur le fond et sur la forme, fut publié dans Le Peuple, journal de la CGT, no 1229/1230 du 4 décembre 1986, le compte rendu du discours prononcé par Henri Krasucki lors d'un conseil confédéral de la CGT dont l'ordre du jour était (du jamais vu !) "Jean Faucher" :
"Il se trouve que [le jugement du Tribunal d'Appel] reconnaît que Tourisme et Travail est une organisation utile et une organisation propre, qu'il n'y a rien à lui reprocher du point de vue de la moralité dans la conduite des affaires. C'est simplement un organisme qui connaît des difficultés inhérentes à la situation (…). Il en est de même dans les milieux du tourisme social en général. À leurs yeux, Tourisme et Travail demeure un drapeau du tourisme social en France et (…) Jean FAUCHER est un peu « monsieur Tourisme social ».

### L'après-Tourisme et Travail (1986-1997)
Après avoir consacré trente-deux ans de sa vie à Tourisme et Travail, dont quatorze, de 1972 à 1986, à la présidence de la Fédération nationale, Jean Faucher n'avait plus sa place dans ce nouveau cadre. Très affecté par cette éviction, il consacra néanmoins, jusqu'à la fin de sa vie, l'essentiel de son temps au tourisme social, notamment à l'Association internationale pour le tourisme social (IAST) qui succéda à l'AITSLT, à l'Agence nationale pour les chèques-vacances (ANCV), au Bureau international du tourisme social (BITS), au Conseil national du tourisme.
En 1988, il effectua pour la FSM une étude en vue du développement touristique de la province du Kérala (Inde).
En 1993 et 1995, il rencontra à Pékin des dirigeants des syndicats chinois, dans le cadre de IAST.
À partir de 1989, il assuma ses nombreuses responsabilités au titre de « personnalité qualifiée. »
De janvier 1988 jusqu'au début 1997, deux fois par an, il donna des cours à l'université de Savoie dans le cycle "Formation continue et Education permanente", sous la responsabilité du Pr C. Amouroux, destinés aux directeurs du tourisme social et d'organismes sociaux.

## Jean Faucher, une vie de militant
Dès son adolescence, Jean Faucher s'est engagé politiquement auprès des communistes, par son adhésion à la Jeunesse communiste (1944) tout d'abord, puis, l'année suivante (1945), au Parti communiste français. Cet engagement a été le fil conducteur de toute sa vie, aussi bien privée que professionnelle.
Jean Faucher n'a jamais caché son appartenance au Parti communiste français, mais sa grande ouverture d'esprit, son esprit de conciliation et de tolérance lui permirent de gagner la confiance de partenaires ne partageant pas son engagement politique, sans que lui-même ait eu à se renier. C'est cet état d'esprit qui lui valut amitié et considération des nombreux interlocuteurs qui, dans leur diversité de pensée, furent les siens tout au long de sa vie et que soulignèrent tous les intervenants lors de ses obsèques.
Le 10 septembre 1990, Jean Faucher adresse à la section du PCF de Gennevilliers une lettre exprimant ses désaccords avec les méthodes et la politique menée par la direction du Parti communiste français dans bien des domaines. Il évoque « l'étouffement systématique [de ces] désaccords » et réfute l'affirmation selon laquelle ces « désaccords peuvent s'exprimer en toute liberté sans aucune conséquence pour ceux qui les expriment »", affirmation vécue par lui « depuis des années comme une extraordinaire falsification de la vérité. »
Ce 10 septembre 1990, un article paru dans l'Humanité à la suite d'une rencontre Bush-Gorbatchev à Helsinki, intitulé « Helsinki : poursuite de la logique de guerre », le « scandalisa » et l'« écœura ». « C'est de la folie et c'est l'esprit munichois. Trop, c'est trop. Je n'ai plus rien à voir avec cette politique et ceux qui la pratiquent. »
Jean Faucher resta malgré tout jusqu'à son dernier souffle un communiste sans carte.
Le 4 juin 1997, quelques jours avant son décès, ayant appris la nomination de ministres communistes dans le gouvernement dirigé par Lionel Jospin, il avait écrit à Mme Demessine, qui venait d'être nommée secrétaire d'État au tourisme, une lettre manuscrite pour la féliciter et lui proposer de lui faire profiter, si elle le souhaitait, de l'expérience acquise durant plus de 50 ans dans le domaine du tourisme.
Après le décès de Jean Faucher, Mme Demessine adressa une lettre de condoléances à sa famille. Comme il ne lui était pas possible d'assister personnellement aux obsèques, c'est son directeur de cabinet, M. Gilles Leblanc, qui y prit la parole en son nom :
« Courageux, loyal et sincère, toujours à l'écoute des autres, il avait de surcroît la simplicité des grands. Homme de conviction mais aussi homme de consensus, il savait écouter et convaincre sans jamais céder sur l'essentiel. Jean Faucher a marqué très fortement de ses empreintes le tourisme social en France. Il a patiemment et courageusement contribué à son élaboration, à sa construction. Qu'il en soit une dernière fois chaleureusement remercié. »

## Distinctions

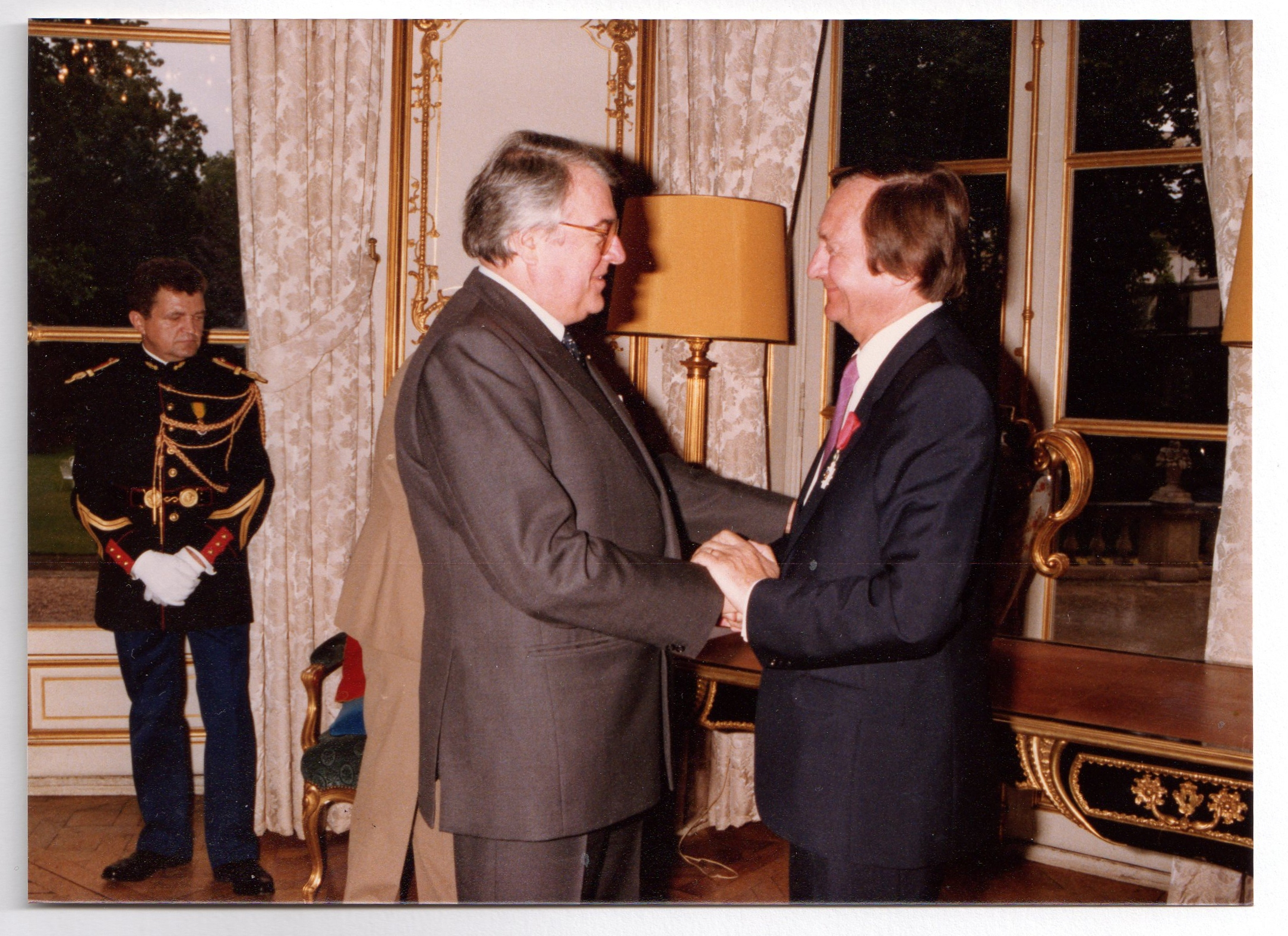
Jean Faucher est fait chevalier de la Légion d'honneur par Pierre Mauroy en 1983

Chevalier de la Légion d'honneur 1983 ; Médaille de bronze, d'argent, d'or et Grande plaquette de la Fédération française de camping caravaning ; Médaille d'or du Tourisme de Belgique ; Personnalité de l'année 1983 : distinction internationale.

## Œuvre
Jean Faucher a publié, depuis les années 1950, de nombreux articles, a participé à de nombreux colloques et conférences au niveau national et international sur le tourisme social et familial.
Il a participé à un ouvrage collectif, réalisé sous la direction de Bruno Meynet, alors secrétaire national de TT, à partir des analyses et travaux des instances de TT, paru en 1982 aux Éditions sociales : Sur le chemin des vacances.
Il a écrit avec Léo Lorenzi, journaliste à Révolution, un ouvrage : Vacances pour un autre temps, Éditions sociales, 1982, préface de Georges Séguy, alors secrétaire général de la CGT. Ce livre fut traduit en Grèce en 1985 par l'association sœur de TT, Levtours.
Son dernier rapport, en 1996, édité par le Conseil national du tourisme et diffusé par la Documentation française : Le Rôle des organisations internationales dans le développement du tourisme mondial, est paru juste après son décès en 1997.